# Paul Otto von Radomski
Paul Otto von Radomski (21 september 1902 - Székesfehérvár, 14 maart 1945) was een Duitse SS-Sturmbannführer en concentratiekampcommandant tijdens de Tweede Wereldoorlog.
Radomski was al vrij vroeg lid van de NSDAP en stond bekend om zijn bruutheid. Hij leidde een concentratiekamp Syrets nabij Kiev, waar hij een hard regime uitoefende. Bij de kleinste incidenten werd keihard opgetreden. Deze maatregelen paste hij ook toe in het volgende concentratiekamp waar hij de leiding had, het concentratiekamp van Chaïdari in Griekenland.
Op 28 november 1943 kreeg Radomski de leiding in dit concentratiekamp nabij Athene. De vorige commandant, Rudi Trepte, was gearresteerd door de Gestapo. De reden is tot op de dag van vandaag onbekend. 
Onder de leiding van Radomski werden de gevangenen gedwongen om elke dag twee keer vier uur te werken. Dit gold voor alle dagen, met uitzondering van de zondag. Er werden groepen samengesteld van ongeveer honderd man. Het werk was niet bedoeld om iets te produceren, maar om de gevangenen moreel te breken. Zo moesten de gevangenen gaten graven en weer dicht gooien.
De eerste executie van het kamp vond ook onder zijn leiding plaats. Op 7 december werd een Griekse Jood persoonlijk door Radomski geëxecuteerd, omdat hij trachtte te ontsnappen. De executie werd uitgevoerd pal onder de neus van de andere gevangenen, die daarmee werden gewaarschuwd. In totaal werden er in het kamp ongeveer 1.800 mensen geëxecuteerd en driehonderd stierven door marteling, waaronder dertig vrouwen, 104 invaliden en 230 studenten.
Radomski werd in februari 1944 van zijn post gehaald, nadat hij in een dronken bui gedreigd had een van zijn eigen adjudanten neer te schieten, en vervangen door Karl Fischer
Na de oorlog was het lot van Radomski niet bekend. In 2005 maakte de openbare aanklager van Hamburg bekend dat Radomski op 14 maart 1945 was overleden in de buurt van Székesfehérvár in Hongarije.

## Militaire loopbaan
- SS-Sturmführer: 20 april 1934[5]
- SS-Obersturmführer: 20 juli 1935[6]
- SS-Sturmbannführer: 30 januari 1942[7]

## Lidmaatschapsnummers
- NSDAP-nr.: 96 942[5]
- SS-nr.: 2235[5]

## Decoraties
- SS-Ehrenring[6]
- Sportinsigne van de SA in brons[6]
- Gouden Ereteken van de NSDAP[7]